# Walter F. Pool
Walter Freshwater Pool (* 10. Oktober 1850 bei Elizabeth City, North Carolina; † 25. August 1883 ebenda) war ein US-amerikanischer Politiker. Im Jahr 1883 vertrat er den Bundesstaat North Carolina im US-Repräsentantenhaus.

## Werdegang
Walter Pool war ein Neffe von US-Senator John Pool (1826–1884). Er wurde 1850 auf dem Anwesen „Elm Grove“ im Pasquotank County geboren, wo er die von seiner Familie geleitete öffentliche Schule besuchte. Später studierte er an der University of North Carolina in Chapel Hill. Nach einem anschließenden Jurastudium und seiner 1873 erfolgten Zulassung als Rechtsanwalt begann er in Elizabeth City in diesem Beruf zu arbeiten.
Politisch schloss sich Pool der Republikanischen Partei an. Bei den Kongresswahlen des Jahres 1882 wurde er im ersten Wahlbezirk von North Carolina in das US-Repräsentantenhaus in Washington, D.C. gewählt, wo er am 4. März 1883 die Nachfolge von Louis C. Latham von der Demokratischen Partei antrat. Pool konnte sich seiner neuen Aufgabe aber nicht widmen, weil er bereits am 25. August desselben Jahres, noch vor der konstituierenden Sitzung des Kongresses, starb. Nach einer Nachwahl fiel sein Mandat an den Demokraten Thomas Gregory Skinner.